# Steadman (musique)
 (août 2024).
Si vous disposez d'ouvrages ou d'articles de référence ou si vous connaissez des sites web de qualité traitant du thème abordé ici, merci de compléter l'article en donnant les références utiles à sa vérifiabilité et en les liant à la section « Notes et références ».
Pour les articles homonymes, voir Steadman.
Steadman est un groupe de rock britannique formé à Hastings en 1998. « Dharmas » était le nom originel du groupe qui a été renommé après avoir annulé le contrat avec le label Atista pour signer avec Freeloader Recordings (le label de Simon Steadman, le chanteur du groupe).
Leur premier album Loser Friendly est sorti au Royaume-Uni en 1999, suivi de Revive en 2003. Le groupe est actuellement composé de Simon Steadman (chanteur), James Board (guitariste), David Walton (basse), Russel Field (batterie) et Chris Murphy (clavier).
Le style musical de Steadman est clairement influencé par les groupes de Pop britanniques Oasis et Radiohead. Le groupe a aussi été comparé à The Verve (le groupe de Richard Ashcroft). Bien que Steadman ne connaisse pas encore un succès important, le groupe a reçu d'excellentes critiques, notamment de Paul McCartney qui a assisté à l'un de leurs concerts.
Mi-2005 Steadman annonce "Volez notre musique !!" et offre ses chansons en libre téléchargement et diffusion sur son site web (sous une licence Creative Commons)